# James Craig Watson
James Craig Watson (28. januar 1838 – 22. november 1880) var en canadisk-amerikansk astronom.
Watson blev født i Canada, men drog i 1850 med sin familie til Ann Arbor i Michigan, USA. Som 15-årig blev han optaget på University of Michigan, hvor han studerede klassiske sprog, som han havde store evner for. Snart blev han dog også interesseret i astronomi og det praktiske arbejde i universitetets nye observatorium, og han modtog undervisning i astronomi fra Francis Brünnow. 
I 1857 fik J. C. Watson sin eksamen fra universitetet, og han begyndte at arbejde i dets observatorium som lønnet assistent. I 1863 overtog han posten som direktør for observatoriet fra sin lærermester Brünnow og blev genudnævnt til professor i astronomi. Kort derefter opdagede han sin første asteroide (79) Eurynome - den første af de 22 asteroider, som J. C. Watson er registreret for. Alene i løbet af året 1868 opdagede han 6 asteroider - på den tid var det en hidtil uset bedrift. 
I 1871 fandt han asteroiden (115) Thyra, der er opkaldt efter den danske dronning Thyra Danebod. Måske var han ved dette navnevalg inspireret af sin rejse til Europa i 1870, hvor han foretog observationer fra Sicilien under en solformørkelse.
J. C. Watson var en astronom med rige evner for både den praktiske og den teoretiske side af sin forskning. Han var  en meget dygtig beregner, og brugte også sit talent uden for forskningen, idet han udgav rente- og investeringstabeller. Desuden blev han - ved siden af sit arbejde i observatoriet - ansat som aktuar af et forsikringsselskab. Han så selv et idealistisk formål med dette arbejde i at forhindre, at almindelige mennesker blev snydt ved tegning af livsforsikringer.
Det sidste par år i Watsons liv var han meget optaget af at bevise eksistensen af en ekstra planet - Vulcan - mellem solen og Merkurs bane. På hans tid var der fremsat en teori herom. Under en solformørkelse i Wyoming i 1878 havde han opstillet sit teleskop på en bjergkam i Rocky Mountains, og han mente at have fundet positive tegn på eksistensen af Vulcan. I vore dage er diskussionen afsluttet, og man mener ikke at den eksisterer, omend man ikke helt kan vide hvad der findes nær solen af forholdsvist små himmellegemer. 
I 1879 skiftede J. C. Watson til direktørposten for det nye Washburn Observatorium i Wisconsin, ikke mindst for at få bedre muligheder for at lede efter den ovennævnte (hypotetiske) Vulcan. Imidlertid døde han allerede i november 1880 efter udmattelse og pludselig sygdom.

## Eksterne kilder/links
- Biografi om J. C. Watson i Sidereal Messenger, 1888, 14 sider, af professor George C. Comstock, daværende direktør for Washburn Observatoriet, Wisconsin, USA.
- Kort canadisk biografi for Watson ved John R.Percy, “WATSON, JAMES CRAIG” in EN:UNDEF:public_citation_publication, vol. 10, University of Toronto/Université Laval, 2003–, accessed November 7, 2013.

| Astronomi | Spire Denne artikel om astronomi er en spire som bør udbygges. Du er velkommen til at hjælpe Wikipedia ved at udvide den. |